# Boulette de la Pierre-qui-Vire
Boulette de la Pierre-qui-Vire is een Franse kaas die uit de Bourgogne afkomstig is. Het is een verse kaas, ongerijpt.
De kaas is een verse kaas, een kaas die ongerijpt verkocht wordt, een kaas die geen korst heeft. In de kaas worden kruiden gemengd, die de kruidenkaas een heel eigen karakter geven. Het is geen courante kaas. De monniken van het klooster van l'Abbaye Sainte-Marie de la Pierre-qui-Vire maken de kaas, maar slechts van juni tot november en in een vrij kleine hoeveelheid.